# 勒日鲁阿尔
勒日鲁阿尔（法語：Le Girouard，法語發音：[lə ʒiʁwaʁ]）是法国卢瓦尔河地区大区旺代省的一个市镇，位于该省西部，属于莱萨布勒多洛讷区。

## 地理
勒日鲁阿尔（46°34'4"N, 1°35'58"W）面积25.1 平方千米，位于法国卢瓦尔河地区大区旺代省，该省份为法国西部沿海省份，北起大西洋卢瓦尔省和曼恩-卢瓦尔省，西临大西洋，南至滨海夏朗德省，东部及东南部与德塞夫勒省接壤。
与勒日鲁阿尔接壤的市镇（或旧市镇、城区）包括：莱萨沙尔、格罗布勒伊、尼约勒勒多朗、圣弗莱沃德卢、拉沙佩勒阿沙尔。

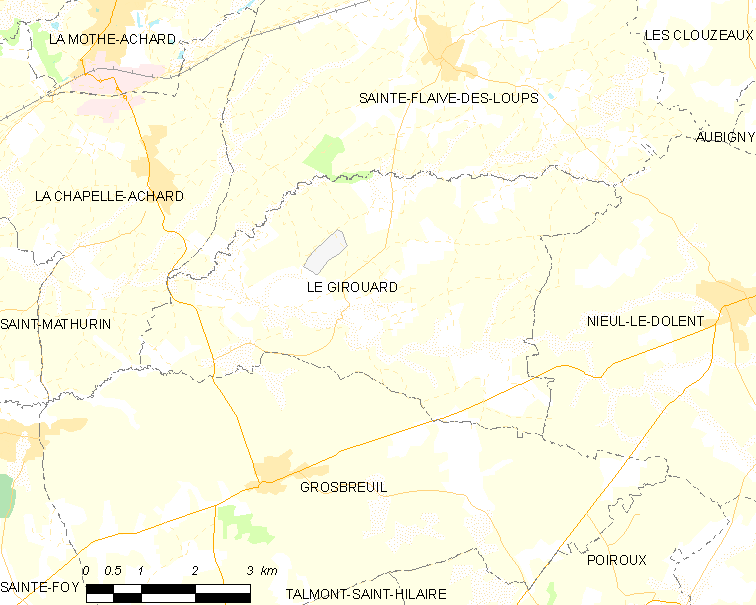
勒日鲁阿尔的OSM定位图

勒日鲁阿尔的时区为UTC+01:00、UTC+02:00（夏令时）。

## 行政
勒日鲁阿尔的邮政编码为85150，INSEE市镇编码为85099。

## 政治
勒日鲁阿尔所属的省级选区为塔尔蒙-圣伊莱尔县。

## 人口

1962-2008年间勒日鲁阿尔人口变化图示

勒日鲁阿尔于2022年1月1日时的人口数量为1144人。